# 진주포구락무
진주포구락무(晋州抛毬樂舞)는 대한민국 진주에서 전승되고 있는 놀이춤이다. 1991년 12월 27일 경상남도의 무형문화재 제12호로 지정되었다.

## 개요
포구(抛毬)는‘공을 던진다‘라는 의미이며, 채구(彩毬)(용알, 공)를 구문(毬門)의 풍류안(風流眼)에 던져 넣는 놀이를 음악과 무용으로 나타낸 것이 궁중가무 포구락무이다.

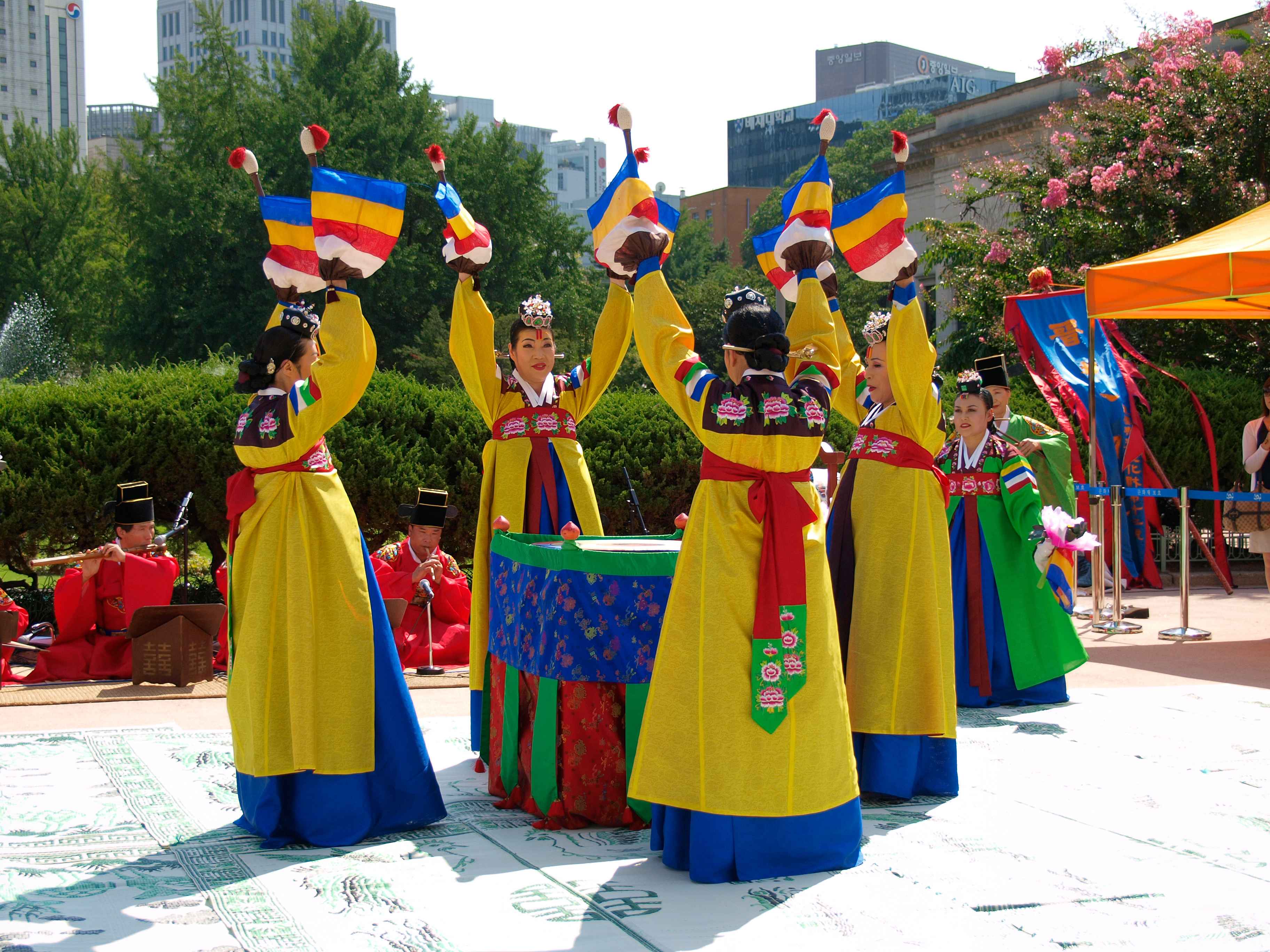

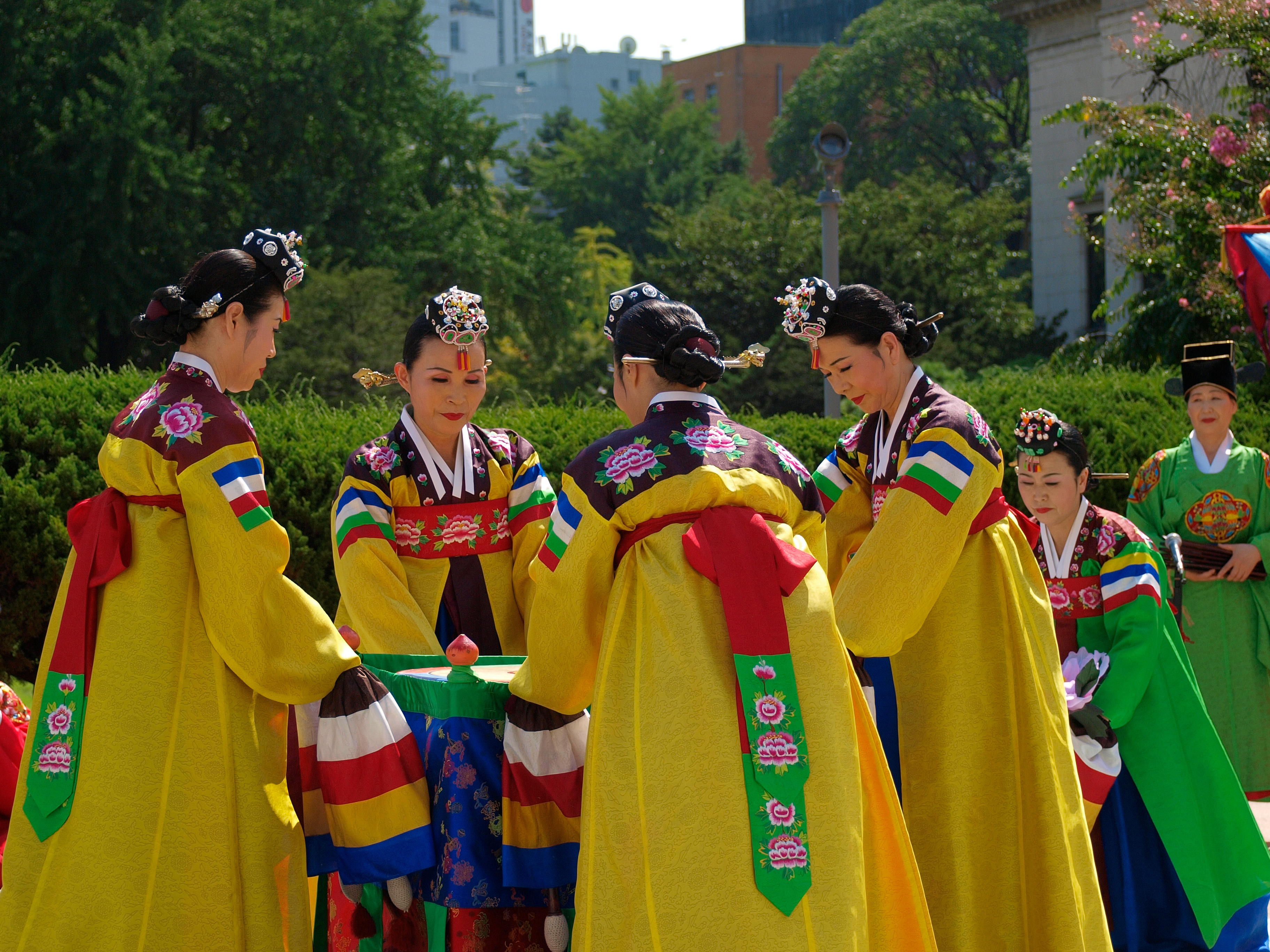

《고려사(高麗史)》와 《악학궤범(樂學軌範)》에 나오는 기록에 의하면 포구락무는 1073년 고려 문종 27년에 송나라에서 도입하여 전래된 여자대무로 교방의 여제자 초영이 13명의 무원을 구성하여 처음 연희한 당악정재에 속하는 춤으로 지금까지 이어져 1000년의 역사를 가지고 있다.
진주포구락무는 고종(高宗)때 진주부사(晋州府使)를 지낸 정현석(鄭顯奭)의 교방가요(敎坊歌謠)에 놀이의 내용이 상세하게 기록되어 있다. 이는 궁중문화가 지방으로 옮겨진 것인데, 진주교방(晋州敎坊)에서 연희한 이윤예(李潤禮) 씨의 증언에 의해 복원되었다.
정재(呈才)가 지방 교방(敎坊)으로 내려오면서 의상, 도구, 절차 등이 변화한 것으로 진주포구락무는 나름대로의 특성을 가지고 있다. 예를 들면, 화관(花冠), 몽두리, 죽간자(竹竿子)가 없다는 점과 상벌의 방법 및 개수장(開收場)의 창사(唱詞), 세령산(細靈山)의 반주 등은 진주포구락의 특성이라고 할 수 있다.

## 내용
이 춤은 진주목의 연회는 물론이고 매년 춘추로 진주 촉석루에서 개최되던 의암별제, 백일장, 향사례와 투호례, 향음주례 등에서 추었다고 전한다. 특히 항사례와 투호례에서 춤을 출 때 놀이가 끝나면 활쏘는 남자들은 선비가를 불러 선창을 하고, 춤추던 여자들은 후렴을 받아 춤추며 흥겨운 한마당이 이루어졌다고 한다.

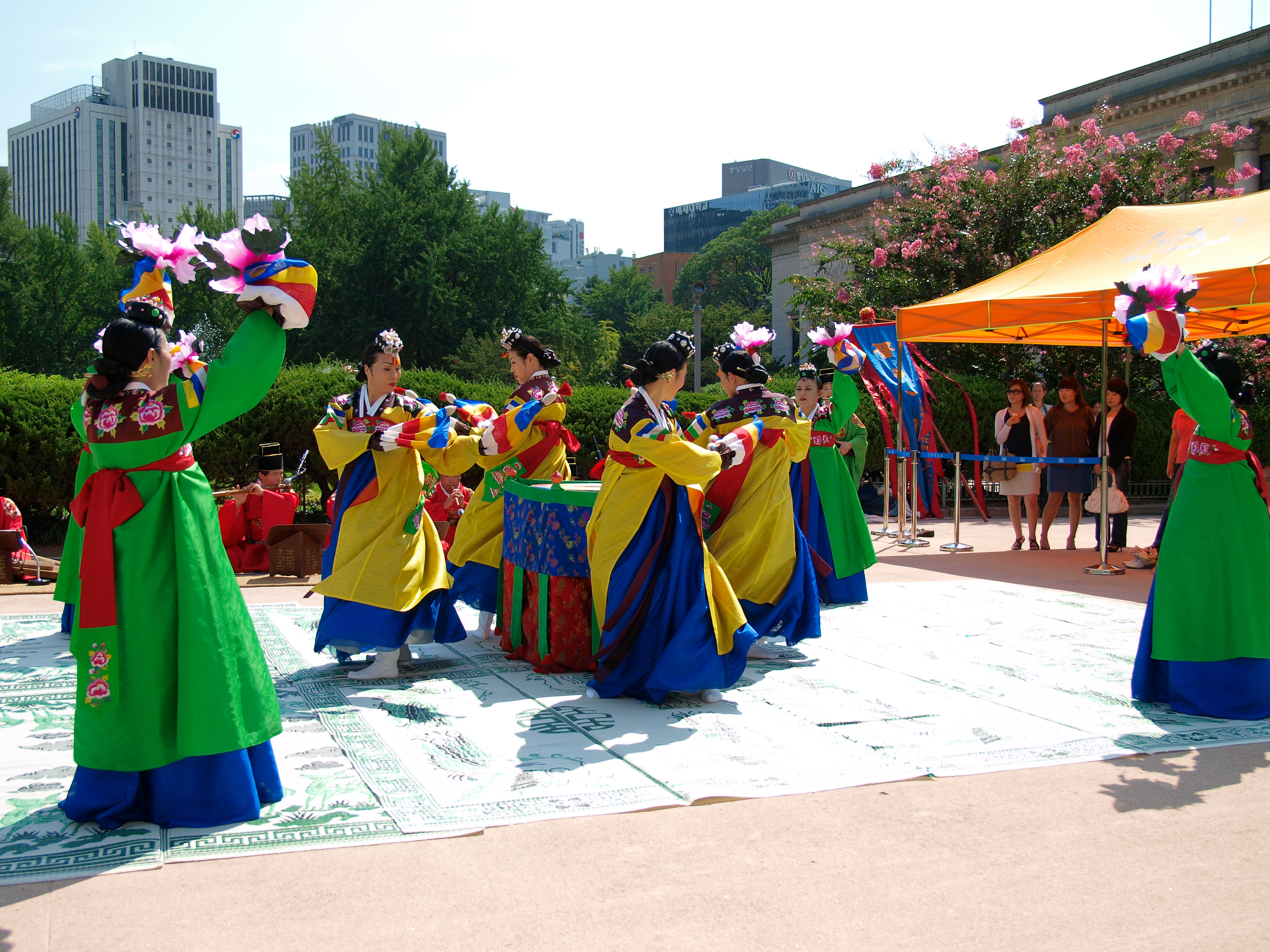
성공하면 머리에 꽃을 꽂아준다

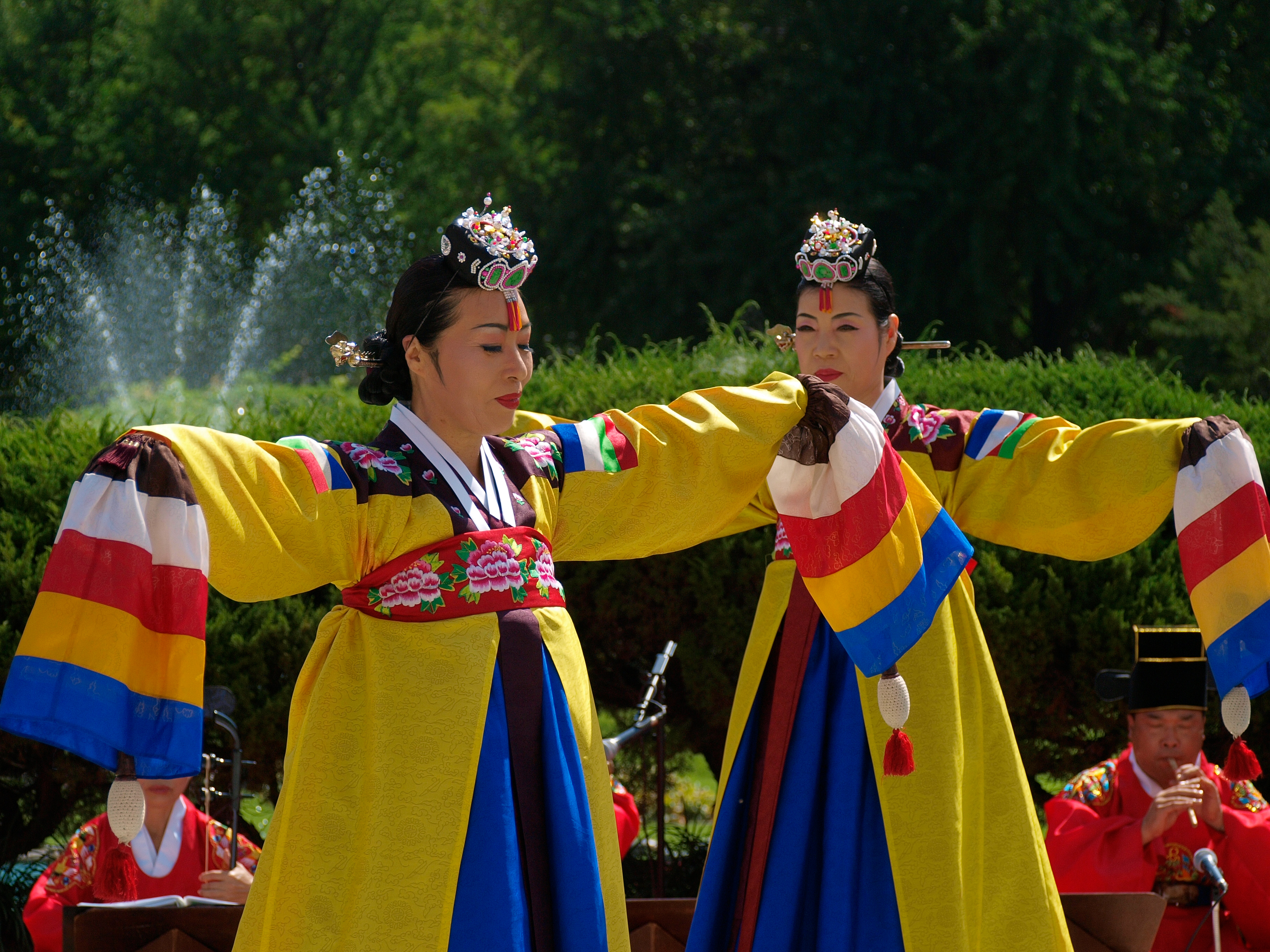

진주 목사 정현석의 교방가요(敎坊歌謠)에는 그림과 함께 기록된 포구락의 진행순서를 소개하면 다음과 같다.
1. 여러 기녀들이 동헌 마당에 구문(毬門)을 설치한다.
2. 여러 기녀들이 일제히 절한다.
3. 풍악이 울리면 쌍쌍이 마주하고 춤을 춘다.
4. 기녀 두 명씩 구문 동편과 서편에 앉아 공을 가지고 희롱하다가 일어선다. 나머지 기녀들은 쉰다.
5. 공을 집어들고 춤을 춘다.
6. 왼손은 머리에 올리고 오른손은 높이 들어 풍류안(風流眼) 속으로 던진다. 여러 번 어루다가 던진다. 적중시킨 사람은 머리에 꽃을 꽂고, 적중하지 못한 사람은 뺨에 먹물로 점찍는다. 만약 공을 떨어뜨리지 않았으면 다시 잡아서 다시 던진다. 또 적중시키지 못한 사람도 역시 그와 같이 한다. 만약 풍류안(風流眼)에 포구(抛毬)를 넣었더라도 그 안에 얹혀서 떨어지지 않은 사람은 상(賞)도 없고 벌(罰)도 없다. 나머지 기녀들도 차례로 짝을 지어 이상과 같이 던진다.
7. 의식이 끝나면 일제히 춤추고 일제히 절하고 물러 나간다.

교방가요에 삽화된 그림을 보면, 공연할 때 젊은 기녀 세 쌍과 어린 기녀 두 쌍이 참가했으며, 심판을 보는 노기가 성공하지 못한 기녀들에게 뺨에 먹물을 찍어주던 것을 보아 10명과 한 명의 심판으로 구성되어 가무와 놀이를 즐겼던 것으로 보인다.

## 전승자

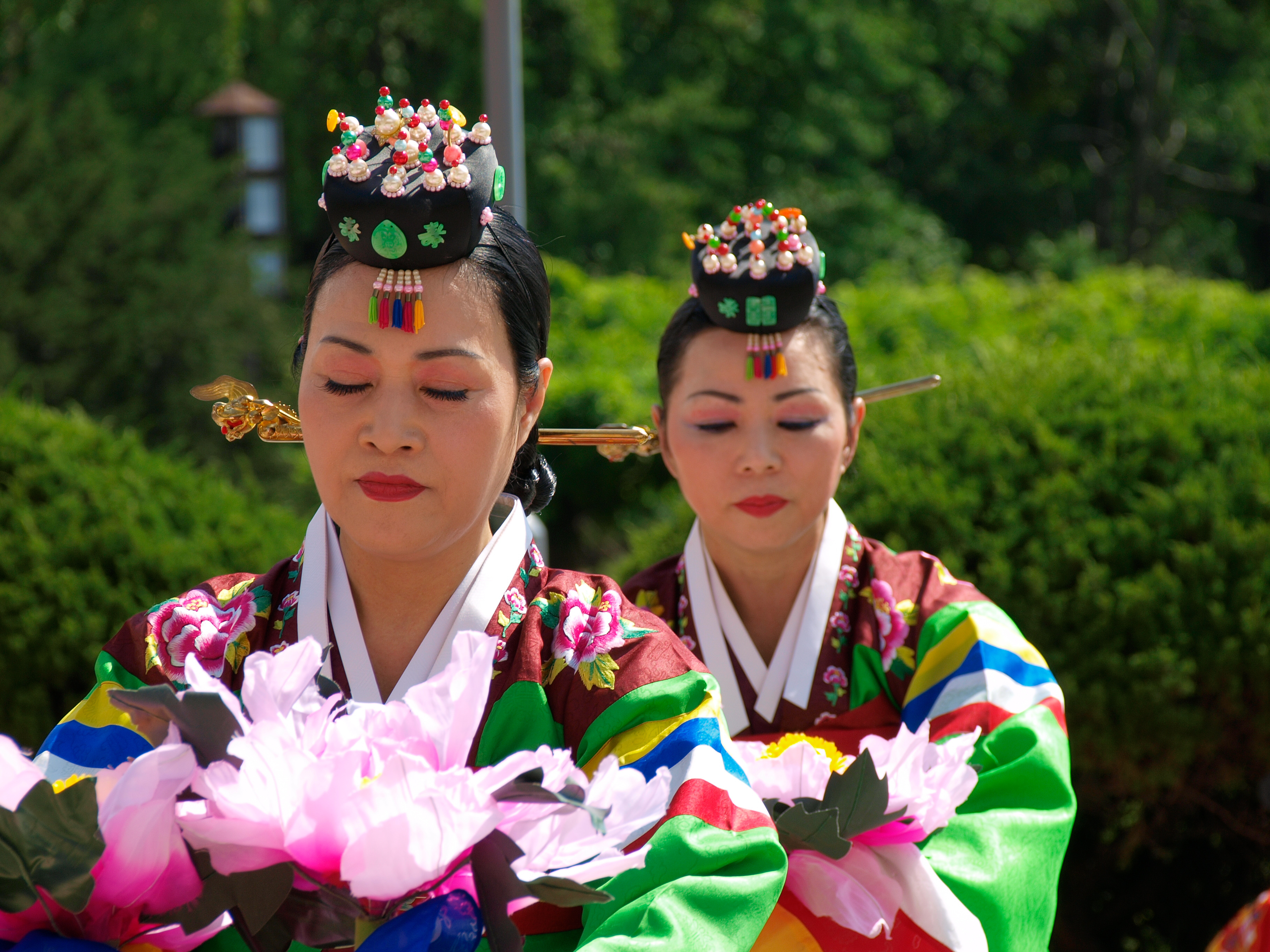
포구락무의 전승자들

진주교방(晋州敎坊) 출신의 이윤예(李潤禮)(1903년~1995년)씨의 증언에 의하여 복원되었다. 이윤례씨는 1903년 진주에서 출생하여 진주권번 출신으로 진주 검무 최초의 예능보유자로, 1966년에서 1969년까지 진주 모의당에 있으면서 의기사를 지키기도 했다.
현재 정금순씨가 그 맥을 이어가고 있으며, 진주민속예술보존회를 중심으로 전승되고 있다. 보유후보자로는 김행자, 전수조교로는 김정희(피리), 남정희(무용)씨가 있다.

## 관련도서
- 《교방가요》, 성무경 역주, 보고사, 2002

## 갤러리

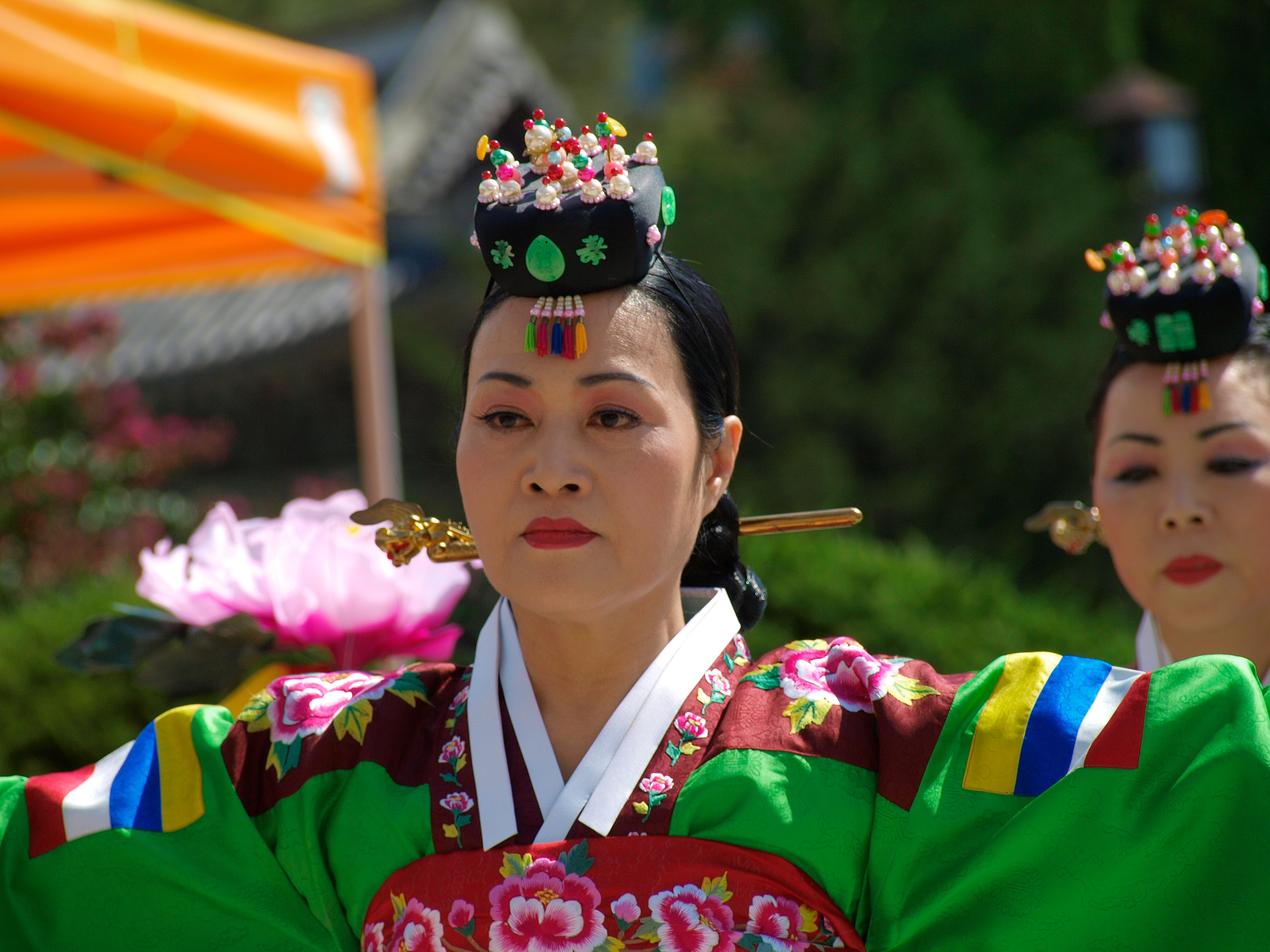
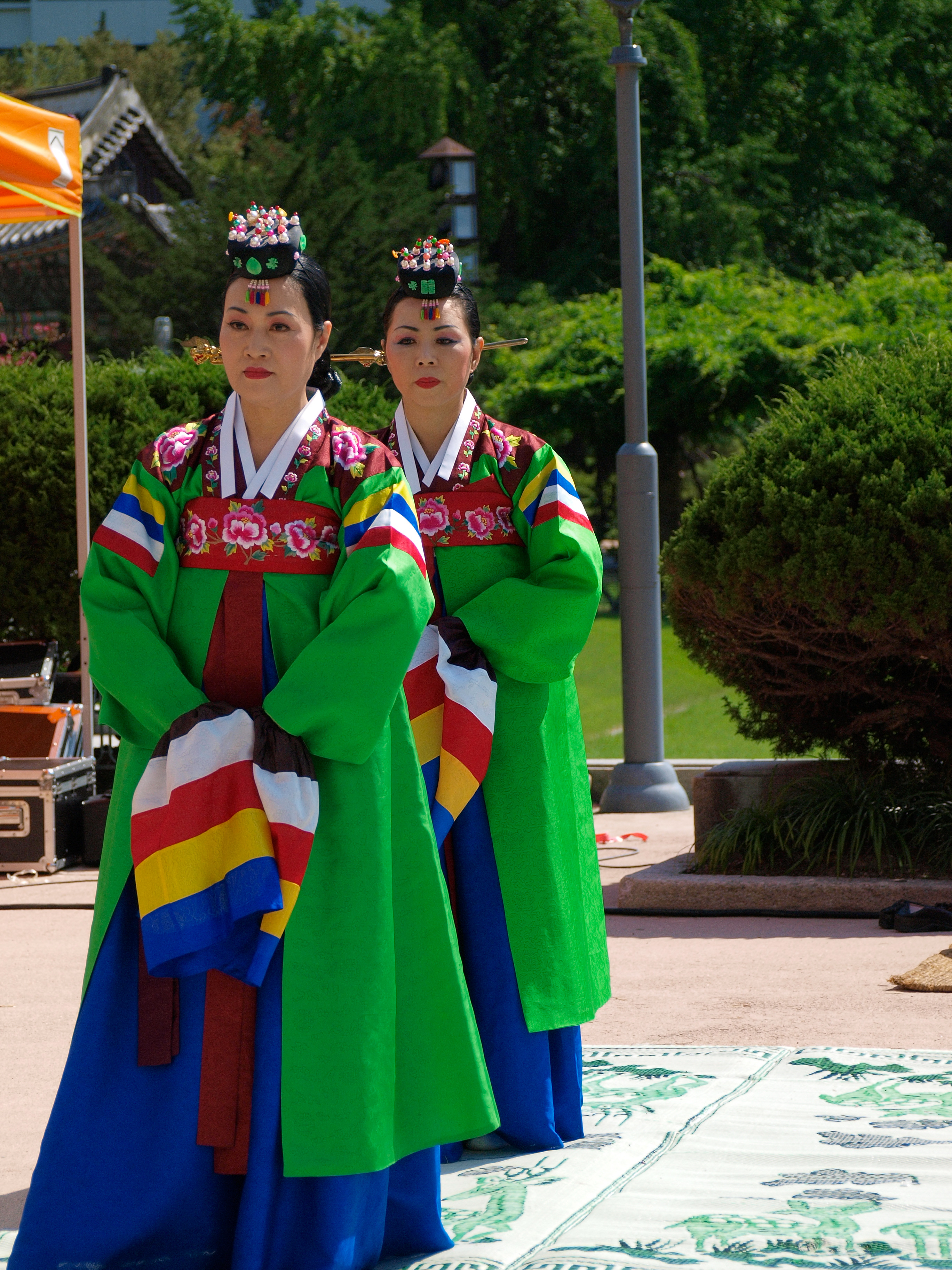
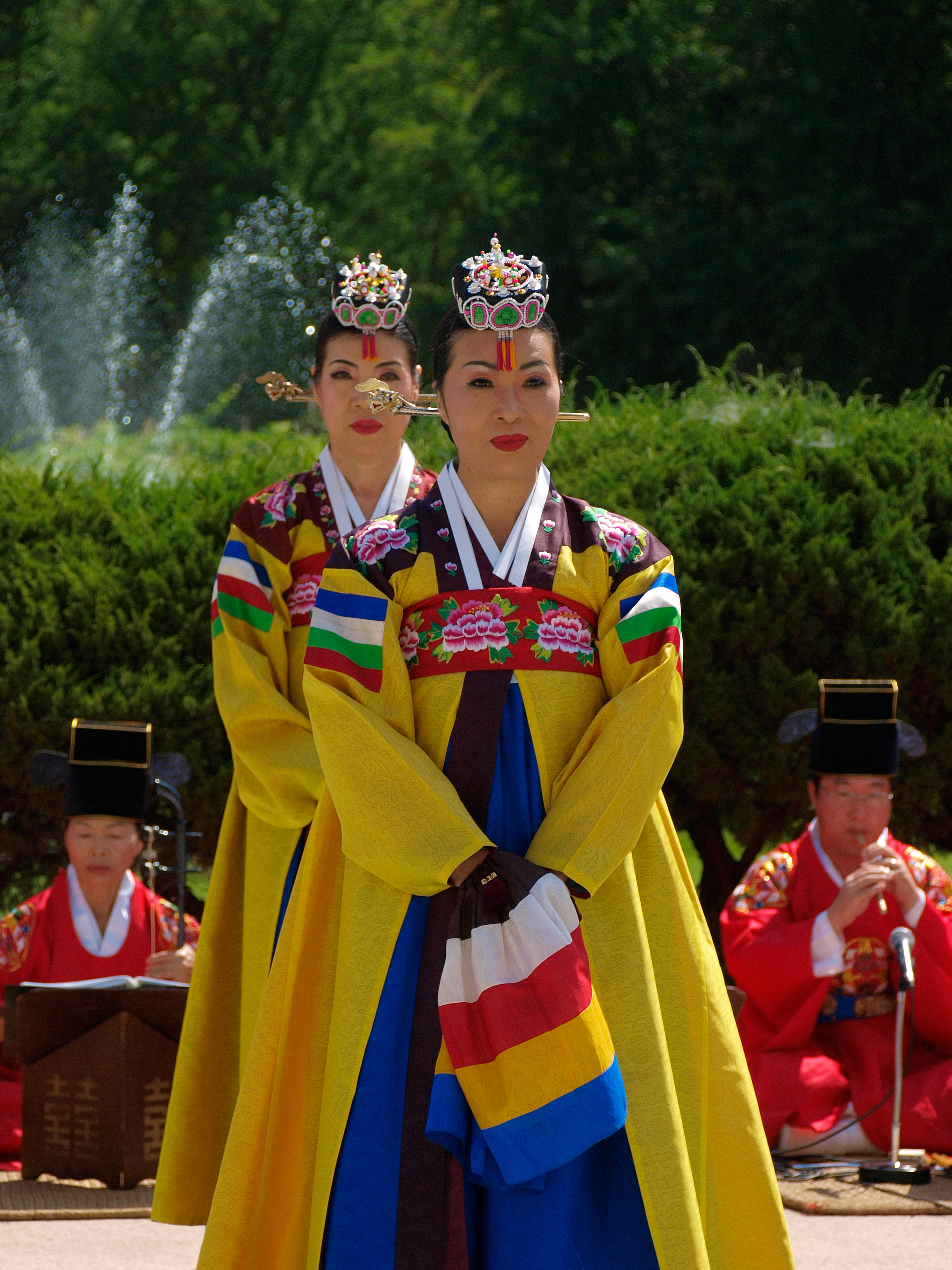
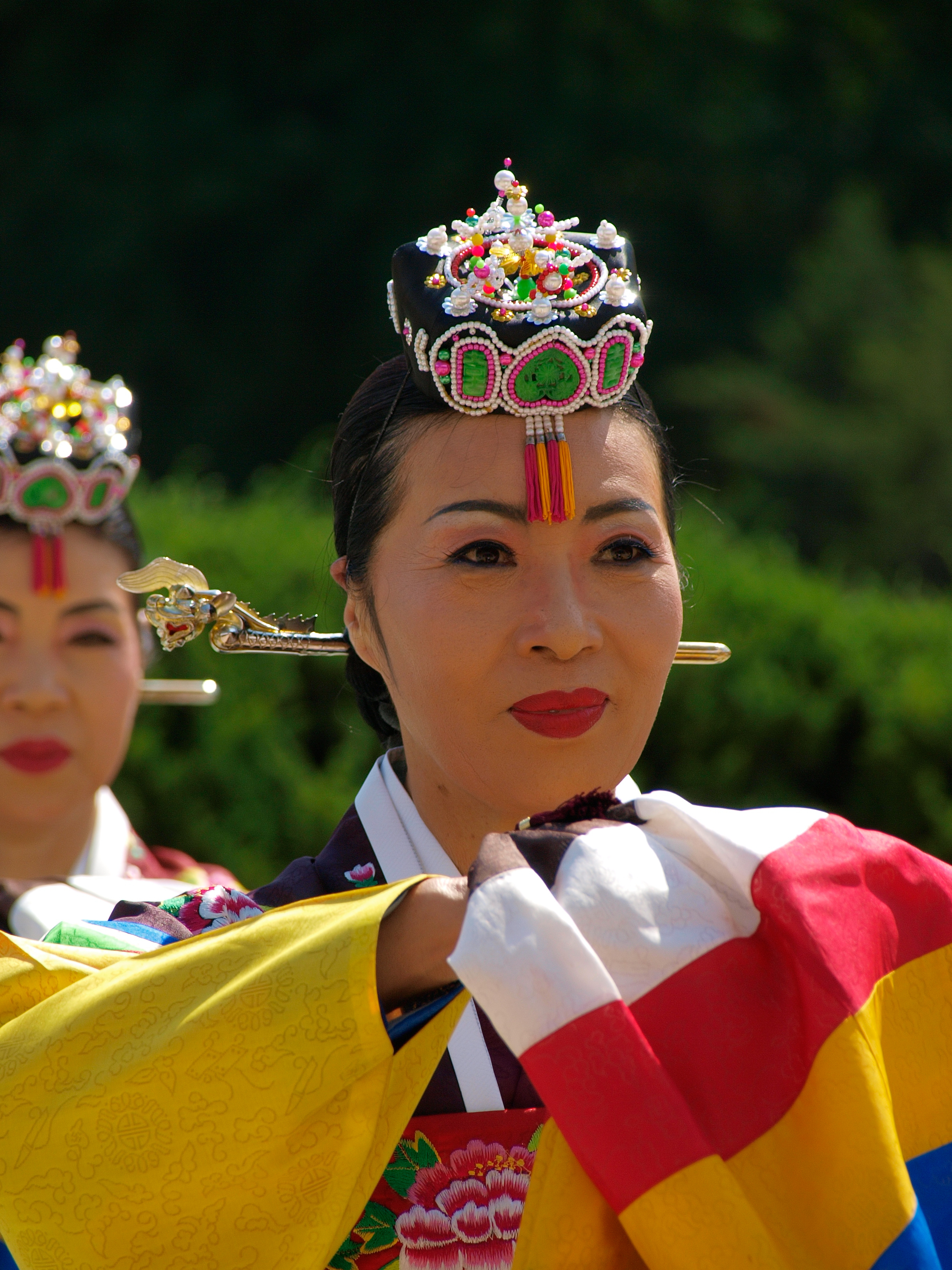
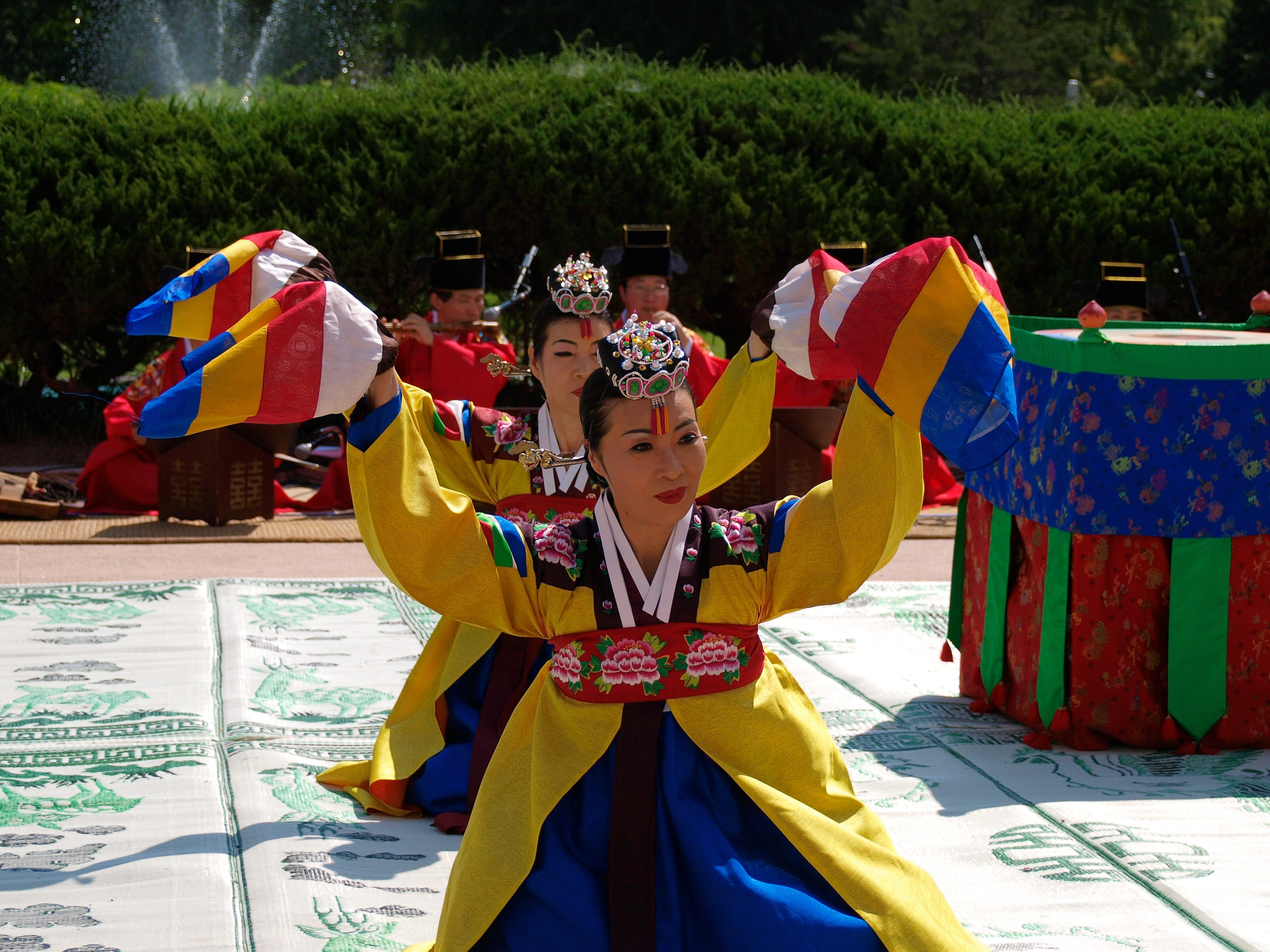
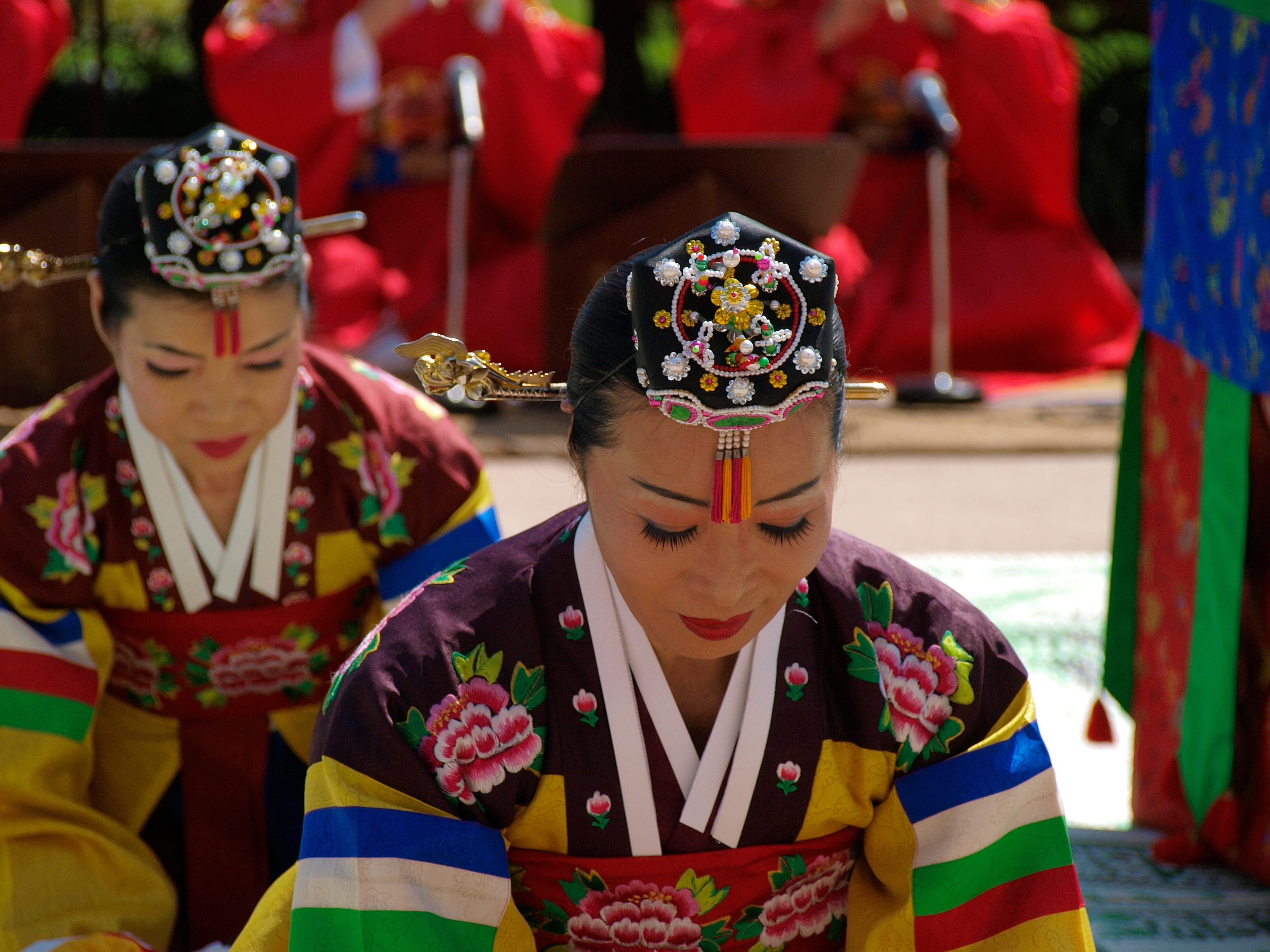
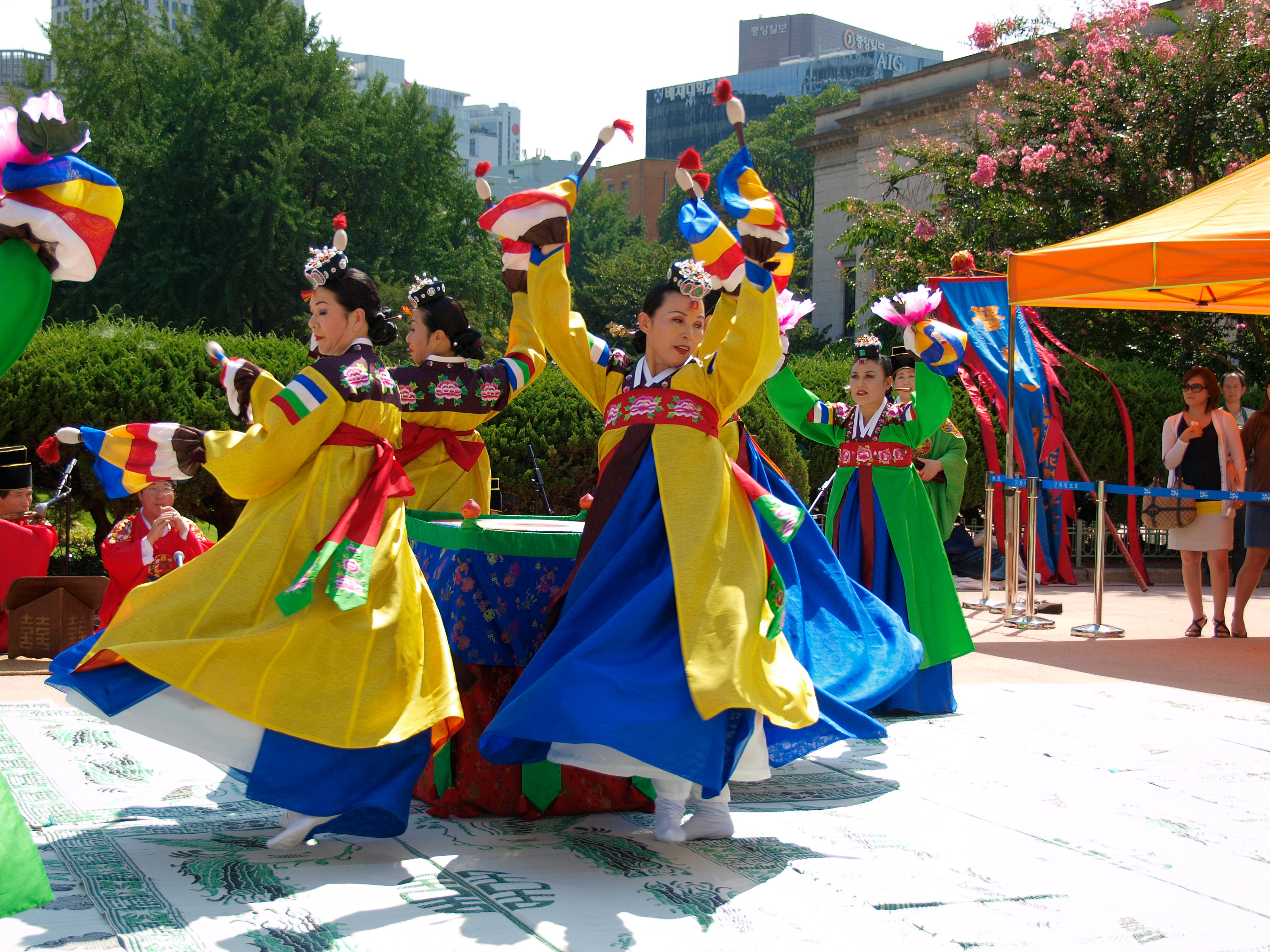

## 같이 보기
- 진주논개제
- 진주삼천포농악
- 진주검무

## 참고 자료
- 진주포구락무 - 국가유산청 국가유산포털